# 詩索
詩索（越南语：／，？—40年1月15日），又稱詩（／），朱鳶縣雒將之子，越南北屬時期人物。徵氏姊妹中的徵側的丈夫。

## 生平
詩索是交趾郡朱鳶縣人，他娶了麊泠縣雒將長女徵側。

## 姓名
後漢書是第一部記載了徵側的史書，其中寫道：“徵側者，麊泠縣雒將之女也。嫁爲硃珪人詩索妻，甚雄勇。交阯太守蘇定以法繩之，側忿，故反。”
六世紀時，酈道元在交趾時到過麊泠地區，回國後，他寫了《水經註》一書，其中寫道：“後朱䳒雒將子名詩索，𥹆泠雒將女名徵側爲妻，側爲人有膽勇，將詩起賊，攻破州郡，服諸雒將皆屬徵側爲王，治𥹆泠縣，得交趾、九真二郡民二歲調賦。後漢遣伏波將軍馬援將兵討側，詩走入金溪究，三歲乃得。”
根據阮理想教授的說法，水經註中的斷句應該爲：“雒將子名詩，索𥹆泠雒將女名徵側爲妻。”由於古代中文沒有標點符號，容易弄錯斷句，在唐朝太子李賢註范晔的《後漢書》中關於二徵夫人的內容時，誤作爲詩索。
此外，據包括范文山在內的一些學者說，詩索姓鄧。而在河內市奈舍亭玉譜中，卻記載他姓楊。